# Commanderie Saint-Jean-du-Vieil-Aître
La commanderie Saint-Jean-du-Vieil-Aître est le plus vieil édifice visible de Nancy. Datant du XIIe siècle, c'est l'un des rares monuments de style roman de la ville. La tour est le vestige d'une église qui avait été fondée par le duc Mathieu Ier, et qui fut détruite au milieu du XIXe siècle. Elle est propriété de la ville de Nancy depuis 1950.

## Situation
La commanderie s'élève à l'ouest de la ville, près de la commune de Laxou, au 84 de l'impasse Clérin, issue de l'avenue Foch, au sein du quartier Poincaré - Foch - Anatole France - Croix de Bourgogne, à proximité immédiate de la place de la Commanderie, en dehors du centre-ville. Elle est restée jusqu'au XIXe siècle en dehors des murs de la cité ducale.

## Histoire
Mathieu Ier de Lorraine favorisa l'installation des hospitaliers de l'ordre de Saint-Jean de Jérusalem dans son duché. En 1147, il concède aux Hospitaliers des terres, un moulin et un four placés au-dessous des remparts de la ville. Il leur donne aussi un droit de Punazs. Le droit de punazs avait été attribué aux Hospitaliers de l'ordre de Saint-Jean de Jérusalem par le duc de Lorraine Mathieu Ier et son épouse Judith-Berthe de Hohenstaufen, fille de Frédéric de Hohenstaufen, en 11761. Les Frères hospitalier peuvent prélever 1/32e des ventes de grains réalisées lors des marchés sous les halles de Nancy se tenant le mercredi et le samedi. Ce droit sera confirmé par leur fils, le duc Simon en 11902. A son tour, Mathieu II de Lorraine renouvelle le droit de prélèvement des grains. Puis, en 1603, ce sera le duc Henri II de Lorraine qui renouvelle le droit de punazs. Ce droit perdurera jusqu'en 1732, où, sous la régence d'Élisabeth-Charlotte d'Orléans, il sera remplacé par le droit de prélever une taxe. 
La commanderie est édifiée en 1140, en rase campagne, à proximité de l'étang Saint-Jean, entre Laxou et Nancy. Elle était entourée de quelques bâtiments dont une chapelle.
Ce lieu est historiquement connu pour avoir été le quartier général du duc de Bourgogne, Charles le Téméraire, quand il assiégea Nancy d'octobre 1476 à janvier 1477, avant sa défaite face à René II de Lorraine, lors de la célèbre bataille de Nancy.
Le nom de la commanderie rappelle également la présence d'un ancien cimetière (Vieil Aître) de l'époque mérovingienne. Durant la guerre de Trente Ans, la commanderie eut à subir les attaques suédoises. En 1633, lors du siège de Nancy par les troupes françaises du roi Louis XIII, une partie des édifices de la commanderie fut détruite.

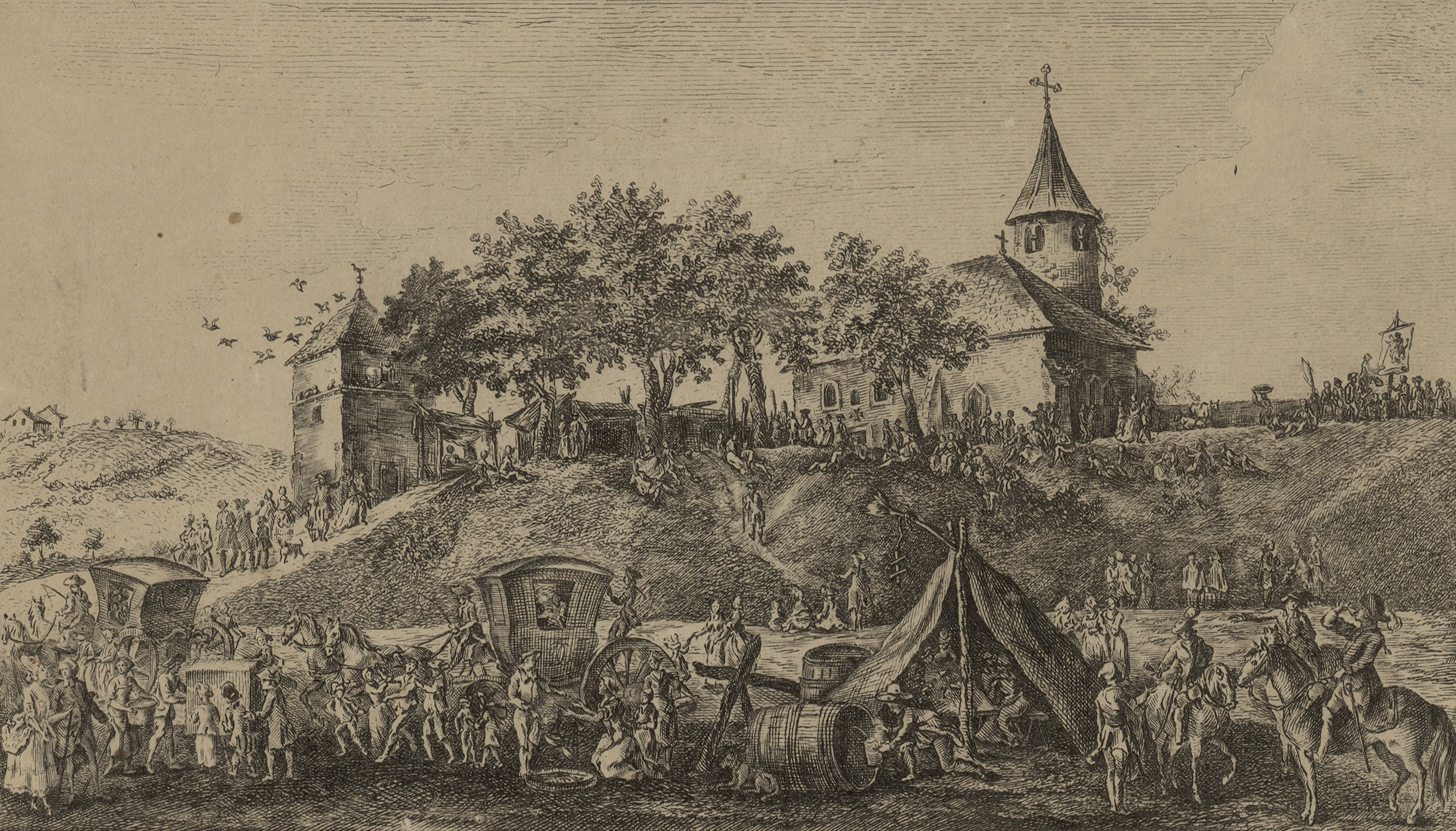
Petite foire Saint-Jean, estampe de 1781 d'Yves-Dominique Collin, bibliothèque municipale de Nancy.

Au XVIIIe siècle, il se tenait au pied de la commanderie la foire Saint-Jean ou foire aux Cerises. Cette manifestation attirait une foule qui s'entassait dans des cabarets improvisés ou écoutait les récits des chanteurs de complaintes. Cet événement a été gravé par Yves-Dominique Collin dans une composition présentant la tour, un colombier et les visiteurs à pied ou à cheval autour des baraques des marchands placées sur une allée de tilleuls.
En 1795, la tour comme le reste de la commanderie est mise en vente comme bien national.
Lors des extensions urbaines de Nancy construites au cours du XIXe siècle, les bâtiments de la commanderie furent tous englobés au sein de nouveaux édifices, avant d'être détruits, à l'exception de l'ancien clocher.

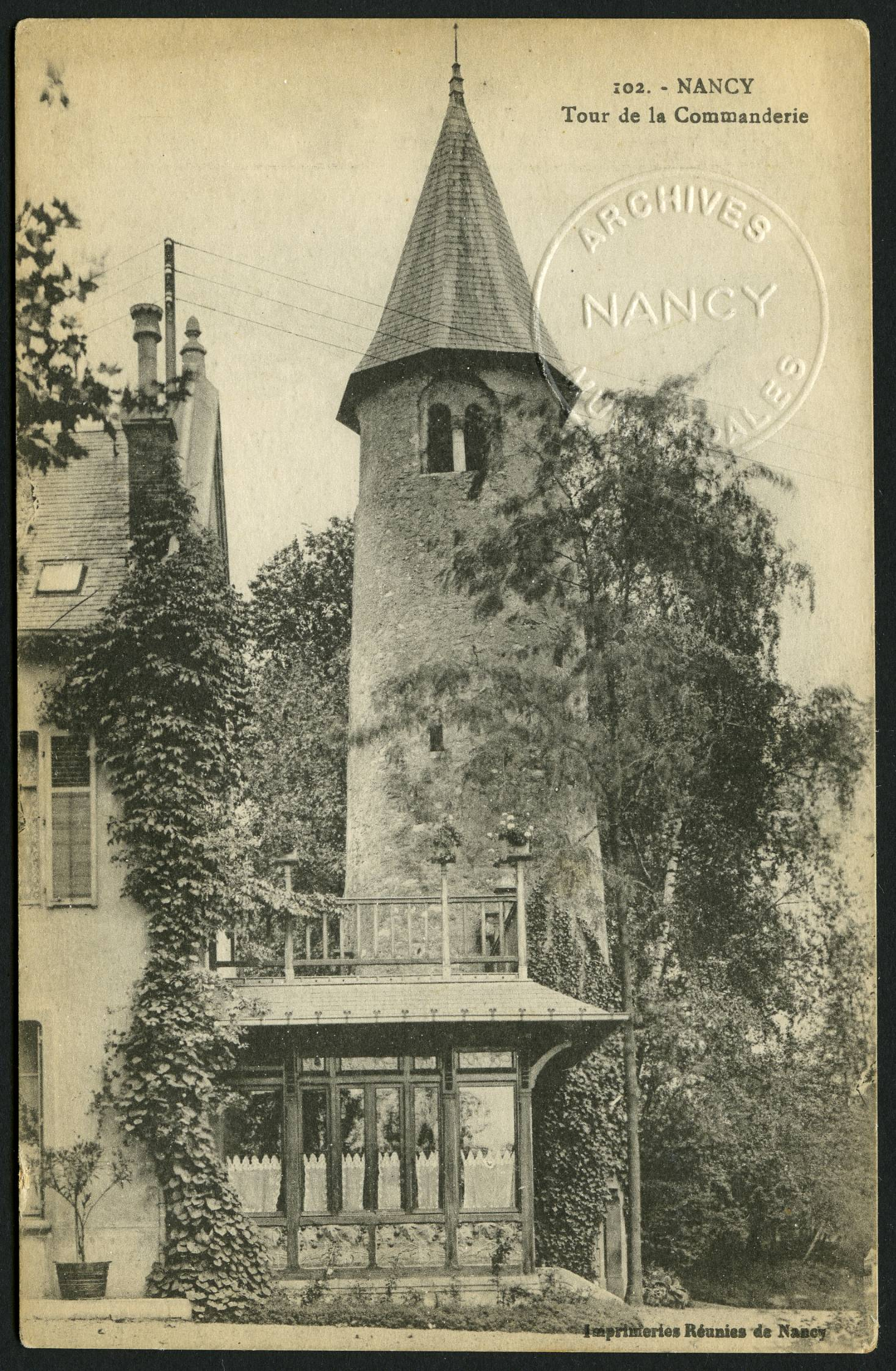
La tour au début du XXe siècle

## Classement
La tour a été inscrite aux monuments historiques par un arrêté du 19 janvier 1927.

## Étymologie
La dénomination « Vieil Aître » signifiait vieux cimetière.